# Addison Montgomery
Addison Adrienne "Addie" Forbes Montgomery, coniugata Reilly (precedentemente Shepherd) è un personaggio delle serie televisive create da Shonda Rhimes, Grey's Anatomy e il suo spin-off Private Practice, di cui è protagonista. È interpretata da Kate Walsh, con la voce italiana di Laura Boccanera.
È un chirurgo neonatale e fetale del Grace Hospital di Seattle, e poi dell'Oceanside - Seaside Wellness Group di Los Angeles, specializzata in ostetricia e ginecologia; è l'ex moglie di Derek Shepherd.

## Biografia

### Grey's Anatomy
Addison è un chirurgo neonatale di fama mondiale con due anni di studio alle spalle sulla fibrosi cistica, tramite una borsa di studio sulla genetica clinica. È un'affascinante donna sui quarant'anni, e ha un fratello, Archer. Originaria di New York, è stata sposata per 11 anni con il collega neurochirurgo Derek Shepherd, prima di tradirlo con il suo migliore amico, il chirurgo plastico Mark Sloan, il che portò Derek a lasciare lei e New York per andare a lavorare a Seattle. Dopo che Derek ha lasciato la città, Addison convive per due mesi con Mark, del quale rimane incinta, ma abortisce poco dopo aver scoperto un suo tradimento. La relazione si conclude definitivamente quando lei viene chiamata al Seattle Grace Hospital dal primario di chirurgia Richard Webber per un consulto su un caso molto difficile.
Dopo questa esperienza, Addison decide di rimanere a Seattle come capo del reparto di chirurgia neonatale, firmando un contratto di due anni e cercando di ricucire il suo matrimonio con Derek, che però giunge al capolinea qualche mese dopo, quando Derek (che a Seattle aveva iniziato a frequentare Meredith Grey) decide di tornare insieme a Meredith, mentre Addison, una sera, completamente ubriaca, richiama Mark; giunto a Seattle, Mark chiede a Addison di tornare con lui a New York, ma al suo rifiuto decide di restare a Seattle anche lui. La donna prova a dare una possibilità a Mark, e gli dice che se riuscirà ad astenersi dal sesso per sessanta giorni lei considererà di avere una storia seria con lui. In realtà è lei a tradire il patto per prima, andando a letto con il collega Alex Karev; Mark lo scopre, ma per risparmiarle un'umiliazione decide di mentire dicendole di aver infranto lui stesso la promessa.
Dopo la corsa per diventare primario del Grace Hospital, che la vede perdente, Addison decide di dare un taglio alla sua vita frustrante, e si trasferisce definitivamente a Los Angeles, dove una coppia di suoi amici dei tempi dell'università hanno aperto una clinica privata e le hanno offerto un lavoro. Così si conclude il percorso di Addison Montgomery in Grey's Anatomy e inizia quello nello spin-off Private Practice. Tuttavia, il personaggio torna nelle successive stagioni in diverse occasioni: per dare una mano per quanto riguarda i casi più ostici da trattare o nel sogno di Meredith in cui vive la sua vita parallela, in cui Addison Montgomery è sposata e incinta di Derek Shepherd, nella realtà suo coniuge.

### Private Practice
Dopo essersi trasferita, Addison inizia a lavorare nello studio medico Oceanside - Seaside Wellness Group. Qui incontra i suoi vecchi amici Naomi Bennett e l'ex marito di quest'ultima, Sam Bennett (che dirigono lo studio), e i loro colleghi: Violet Turner (psichiatra dell'Oceanside), Peter Wilder (naturopata) e Cooper Freedman (pediatra). Dopo che Naomi confessa a Addison che lo studio sta per fallire, quest'ultima lo dice agli altri medici dell'Oceanside, e in seguito a votazione Addison diventa il nuovo capo della struttura. Per tentare di sollevare le sorti dello studio, Addison decide di affittare i locali del 4º piano (dove un tempo Naomi e Sam avrebbero voluto costruire un enorme studio medico con tanto di sale operatorie) a una società del settore, la Pacific Wellcare, che incarica della direzione del nuovo studio la dottoressa Charlotte King, eterna rivale di Addison e capo dello staff del St. Ambrose Hospital di Santa Monica. Nel frattempo Addison inizia a frequentare Kevin Sacchi, un agente della SWAT; quando giunge in città Archer, il fratello di Addison, questo rivela a Kevin Sacchi che Addison non è solamente un medico molto bravo (come lui crede), ma è un chirurgo di fama mondiale che dispone di un fondo fiduciario di 25 milioni di dollari. Questo mette in crisi il rapporto tra Addison e Kevin Sacchi, che alla fine si lasciano dopo che Addison gli confessa di aver baciato un altro uomo.
Nel frattempo Archer inizia a lavorare per lo studio di Charlotte King e inizierà a frequentare Naomi; mentre questi sono insieme, Archer ha delle convulsioni e viene portato in ospedale: Naomi chiede spiegazioni ad Archer, il quale le confessa di avere un tumore al cervello. Appena Addison viene a sapere del tumore del fratello, inizia a telefonare a tutti i medici di New York che hanno visitato Archer per richiedere loro le TAC che gli hanno fatto. Ottenute le analisi, le mostra ai suoi colleghi, e costringe Archer a sottoporsi a una nuova TAC. Dall'esame viene fuori che in poco più di una settimana il tumore è quasi raddoppiato; ma dopo alcune analisi più approfondite si scopre che non c'è nessun tumore, ma si tratta solo di sacche di parassiti nel cervello. Addison prova a convincere Archer a farsi operare a Seattle da Derek Shepherd per rimuovere le sacche, ma lui si rifiuta. Qualche giorno dopo, Archer ha un'altra crisi e viene mandato in coma farmacologico. A questo punto Addison contatta Derek, il quale accetta di eseguire l'operazione al Grace Hospital. Derek riesce a salvare Archer asportando le cisti, e Addison si ferma a Seattle per aiutare Derek a risolvere il caso di una donna incinta finita in coma in seguito a un intervento per asportare un aneurisma. Ritornata da Seattle, Addison scopre che Archer ha tradito Naomi con la dottoressa King e decide di dirlo a Naomi. Archer, dopo aver capito il suo sbaglio decide di lasciare Los Angeles e di ritornare a New York. Nel primo episodio della terza stagione Addison salva la vita di Violet dopo che questa è stata sottoposta a un taglio cesareo improvvisato da Katie, una sua paziente malata di schizofrenia.
In seguito, Addison e Sam iniziano a sviluppare dei sentimenti reciproci. Viene rivelato che, all'università, Sam voleva chiedere ad Addison di uscire ma era troppo nervoso, e così finì per frequentarsi con Naomi. I due si baciano per la prima volta dopo aver cercato di salvare una coppia sposata che ha avuto un incidente automobilistico devastante; successivamente si baciano di nuovo quando Addison decide di restare a dormire da Sam. Nonostante i due si avvicinino molto, lei sceglie di interrompere la loro nascente relazione, preoccupata per le possibili conseguenze sulla sua amicizia con Naomi; è questo il motivo per cui Addison rivela di essersi innamorata sia di Sam che di Pete, ma di aver deciso di iniziare una relazione con Pete. Pur frequentando altre persone, Addison e Sam continuano a mostrare sentimenti reciproci, tra cui la gelosia quando vedono l'altro con il rispettivo partner. Dopo che Sam torna single, bacia di nuovo Addison, ma vengono scoperti da Naomi, che mette fine alla sua amicizia con Addison. Nel finale di stagione, Addison deve operare Maya Bennett, la sua figlioccia, che ha avuto un incidente stradale mentre si recava in ospedale per partorire. In seguito Addison rompe con Pete, e lei e Sam finalmente diventano una coppia. Anche se Addison vuole avere dei figli, Sam le dice di non essere disposto ad avere altri figli, perché vuole dedicare il proprio tempo alla loro storia d'amore senza distrazioni, ma avendo desideri opposti i due pongono fine alla relazione; Addison va ad un appuntamento con un uomo di nome Jake, che la invita alle Fiji e, sebbene inizialmente voglia accettare, alla fine decide di tornare insieme a Sam.
All'inizio della quinta stagione, Sam e Addison stanno di nuovo insieme, anche se si separano nuovamente perché lui non è ancora pronto per sposarsi e costruire una famiglia con lei. Jake è un dottore molto talentuoso la cui specializzazione è aiutare le donne con problemi di fertilità a rimanere incinta; l'uomo viene assunto alla clinica, cosa che mette a disagio Addison, ma ben presto diventa il suo medico e la aiuta nel tentativo di concepire usando la FIVET. Durante tutta la stagione, Addison e Jake si avvicinano; viene poi rivelato che Jake aveva una moglie, Lily, che era una tossicodipendente e che morì per overdose. Jake e la moglie avevano adottato una figlia, Angela, che ha partecipato alle ultime due stagioni dello show. La ragazza spesso consiglia suo padre e lo incoraggia a perseguire la sua relazione con Addison, per la quale prova chiaramente dei forti sentimenti. Anche se Addison prova ancora dei sentimenti per Sam, ne prova anche per Jake, che a differenza di Bennet vuole sposarsi e avere dei figli. In più di un'occasione, Addison e Jake si baciano, ed entrambi ammettono di provare sentimenti l'una per l'altro. Tuttavia, Jake capisce che Addison è troppo coinvolta da Sam e non vuole essere un rimpiazzo, così le dice che la aspetterà fin quando non sarà pronta. Anche se Addison decide di interrompere i trattamenti per la fertilità, il suo sogno di avere un figlio diventa realtà quando adotta un bambino di nome Henry. Sam comincia a rimpiangere l'aver lasciato Addison e si scusa, chiedendo di passare del tempo con Henry, ma Addison decide di dedicarsi al bambino, invece di proseguire una relazione, a prescindere che si tratti di Sam o Jake. Nel finale di stagione, Addison e Jake hanno un rapporto dopo che il figlio di Amelia, nato senza cervello, muore e la madre decide di donare i suoi organi. Quando la donna arriva a casa, Sam è lì con Henry e si dichiara. Non viene mostrato ciò che dice, ma contemporaneamente anche Jake sta andando a casa della donna con fiori e cibo cinese.
All'inizio della sesta stagione, Addison ha rifiutato Sam e sta intraprendendo una relazione con Jake, al quale propone quindi di sposarla. Sebbene inizialmente lui non le dia una risposta, nel corso dell'episodio supera il dolore per la perdita della prima moglie e si rende conto che Addison è colei con cui vuole trascorrere la sua vita. Quando Addison torna a casa, Jake ha acceso delle candele e ha decorato il salotto con petali di rosa, creando un sentiero che conduce al ponte dove lui la sta aspettando in giacca e cravatta. A questo punto lui si dichiara e le dà un anello e i due si fidanzano. Nell'ultimo episodio di Private Practice, Jake e Addison si sposano e iniziano la loro nuova vita insieme ad Henry.

## Creazione e sviluppo

### Ideazione e casting
Kate Walsh apparve per la prima volta nei panni della dottoressa Addison Montgomery in Grey's Anatomy. Il personaggio sarebbe dovuto apparire in alcuni episodi dello show, ma ben presto divenne parte del cast fisso, per poi apparire nello spin-off Private Practice.

A proposito del personaggio, Shonda Rhimes, riguardo all'idea di produrre uno show interamente dedicato alla Montgomery, ha affermato:
"Ho scoperto di avere storie infinite da scrivere per lei.  Grey's Anatomy è incentrato principalmente sui giovani che iniziano la loro carriera. Mi sono resa conto che Kate potrebbe condurre una serie su queste persone 10 anni dopo - cosa succede se non sono riuscite a realizzare i loro sogni, o se ce l'hanno fatta?"

Nel giugno 2012, Kate Walsh, ospite a Bethenny, annunciò che l'imminente sesta stagione di Private Practice sarebbe stata l'ultima per lei. "È stato un viaggio incredibile e una straordinaria esperienza e ne sono enormemente grata. È un importante capitolo della mia vita. Sono passati otto anni", ha affermato.

### Caratterizzazione

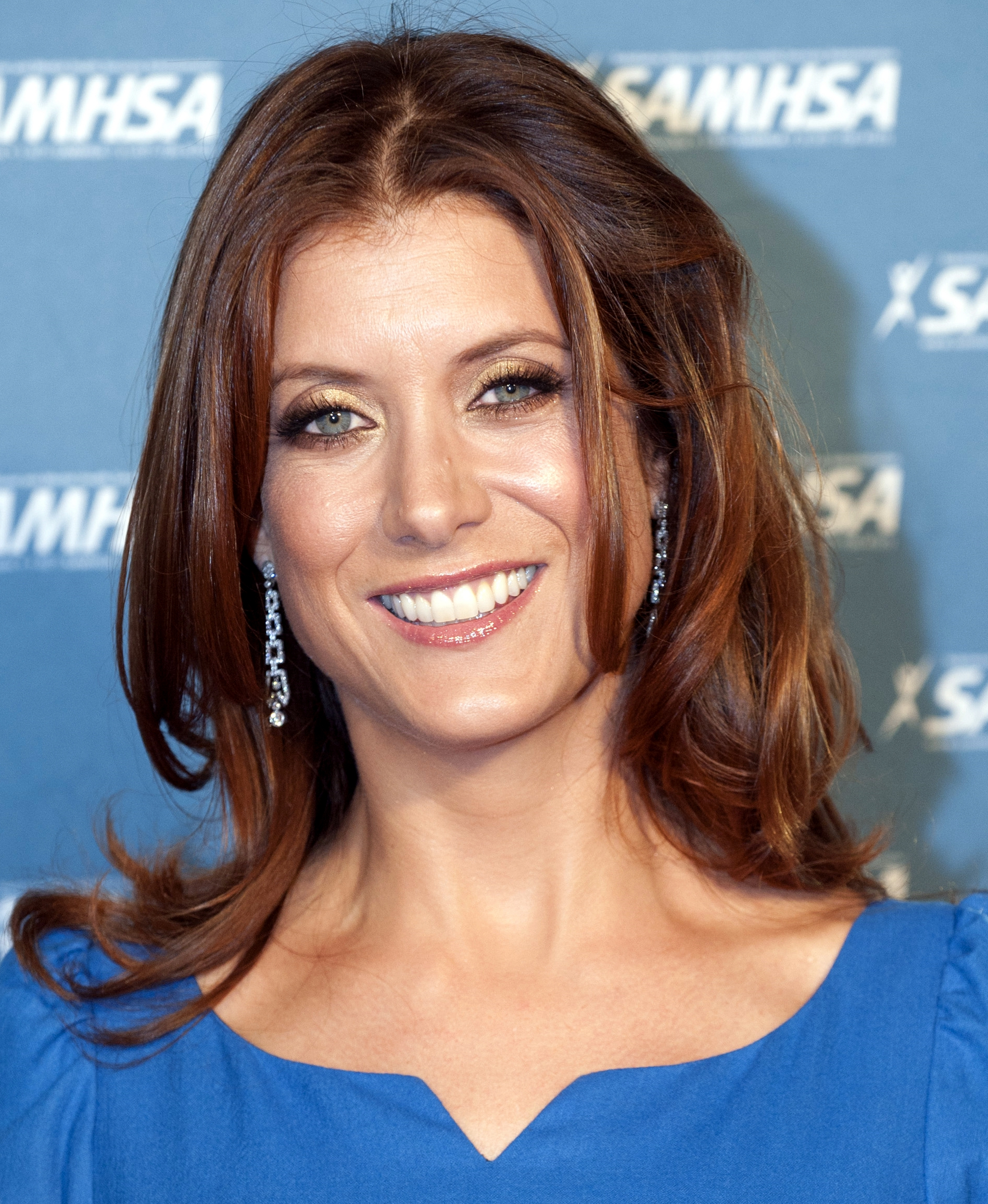
Kate Walsh, interprete di Addison Montgomery, ai Voice Awards del 2011

All'inizio, Addison è stata descritta come "fredda e rancorosa", ma con il passare degli episodi, gli autori hanno "addolcito" il personaggio. La Walsh la riassume come "una ragazza che ami odiare".
Del cambiamento della Montgomery tra la fine della prima stagione di Grey's Anatomy e la seconda, ha poi detto: "Ha iniziato così equilibrata. Ora è un gatto senza baffi — un po' scombussolata e mette a soqquadro l'ospedale. Ora è un po' senza legami, le sta cadendo la maschera."
Walsh ha avuto la sensazione che Addison fosse diventata "più forte" e "più centrata" tra la prima e la seconda stagione di Private Practice, "Inizialmente si sta ancora ambientando, ancora non è abbastanza sicura e un po' traballante, e poi vedi che riprende il proprio ritmo."
Inoltre, la Walsh ha detto del personaggio che "è imperfetta e arrogante e molto brava in quello che fa, e non importa cosa succede, si rialza e va avanti. Lei continua a provarci."
La Walsh ha espresso soddisfazione per l'evoluzione della vita sentimentale di Addison Montgomery perché "l'unica cosa che abbiamo visto di lei in Grey's Anatomy era il lato negativo del triangolo con Derek  e Meredith. E ovviamente, poi Mark Sloan, ma non era vero amore lì. "
Ha detto che l'accoppiamento del suo personaggio con Kevin Nelson (David Sutcliffe) è diverso da quello che emerge con Pete Wilder (Tim Daly) o Derek Shepherd (Patrick Dempsey); "È davvero divertente vedere fuoriuscire quest'altro suo lato, che non abbiamo mai visto. Mi ha colpito, questa piccola epifania del tipo 'Oh, non abbiamo mai visto Addison interessata a qualcuno, qualcuno a cui lei piaccia a sua volta'".

## Accoglienza
La rivista TV Guide riguardo al periodo della Walsh in Grey's Anatomy, ha dichiarato: "Kate Walsh spacca come Addison, e spero che rimanga nei dintorni. Aggiunge pepe ad uno show già piccante." Joel Keller di AOL TV è stato deluso dall'evoluzione del personaggio da Grey's Anatomy a Private Practice durante la sua prima stagione, dicendo che "è passata dall'essere forte e divertente al piagnucolare e innamorarsi perdutamente". Comunque, Keller è stato felice di vedere più maturità nella storyline della seconda stagione, e ciò che gli è piaciuto è stata "l'abilità di eseguire complicate operazioni chirurgiche anche se, nel frattempo, la sua vita personale è in preda al caos."
Sul finire di Private Practice, Margaret Lyons del New York Magazine, ha definito il personaggio come "divertente" e ha aggiunto: "Anche quando la tragedia la colpiva ad ogni angolo, in PP, era ancora piuttosto sfacciata, brillante e interessante." Addison appare anche nella lista dei Personaggi più Intriganti delle serie TV redatta da Comcast. La rivista Glamour l'ha nominata una dei dodici personaggi di una serie TV con più stile; è stata inserita da Wetpaint nella lista delle 10 dottoresse più hot della televisione e in quella dei 16 dottori più hot della televisione da BuzzFeed.
Nel 2006, il cast di Grey's Anatomy, insieme alla Walsh, vinse il Satellite Award per il miglior cast e ebbe poi la candidatura per lo Screen Actors Guild Award per la miglior performance di un cast in una serie televisiva drammatica, vincendolo nel 2007; furono nominati anche negli anni successivi. Per il suo lavoro in Private Practice, la Walsh ottenne la candidatura nel 2011, come Miglior attrice televisiva in una serie drammatica alla 37ª edizione dei People's Choice Awards.